# دنگ یه-سئو

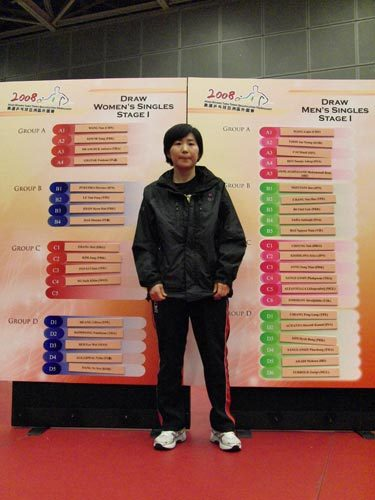
دنگ یه-سئو، ۲۰۰۸

دنگ یه-سئو (انگلیسی: Dang Ye-seo؛ زادهٔ ۲۷ آوریل ۱۹۸۱) یک بازیکن پینگ‌پنگ اهل کره جنوبی است.